# 淑嶝站
淑嶝站（：／ Sukdeung yeok */?）是釜山地鐵3號線沿線的一座地下車站，位於韓國釜山廣域市北區德川洞。

## 車站結構
站體為2面2線側式月台的地下車站，候車月台設有月台幕門，並有5處出口。
本站無法轉乘反方向列車。

### 月台配置
| 南山亭 ↑ |
| \| 上    |
| ↓ 德川   |

| 月台 | 路線               | 目的地                             |
| ---- | ------------------ | ---------------------------------- |
| 上行 | ●釜山都市铁道3号线 | 美南、蓮山、水營方向               |
| 下行 | ●釜山都市铁道3号线 | 龜浦、江西區廳、體育公園、大渚方向 |

## 歷史
- 2005年11月28日：落成啟用。

## 車站周邊
- 德川市場
- 德川中學
- 富民醫院

## 圖片

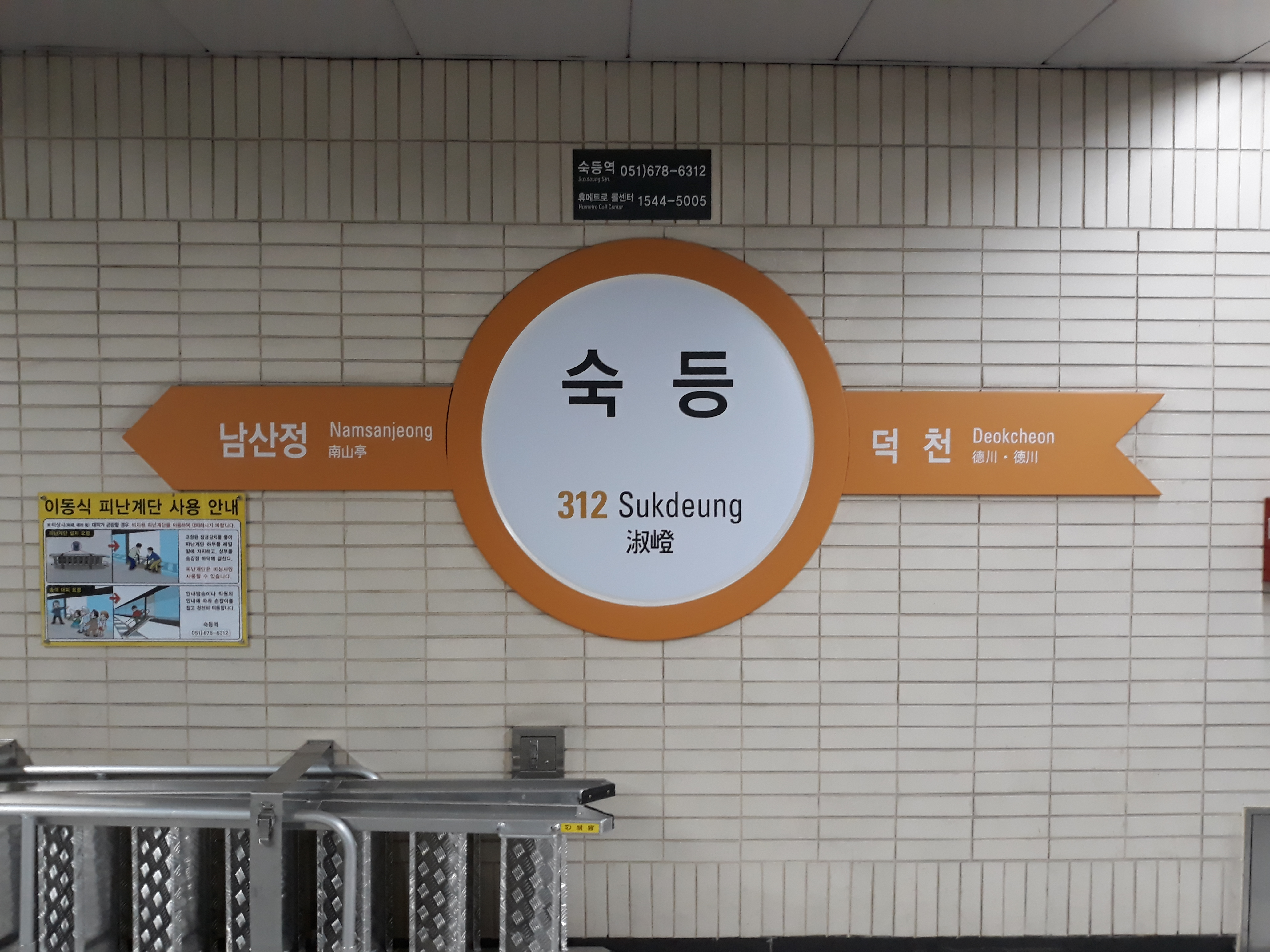
站名牌
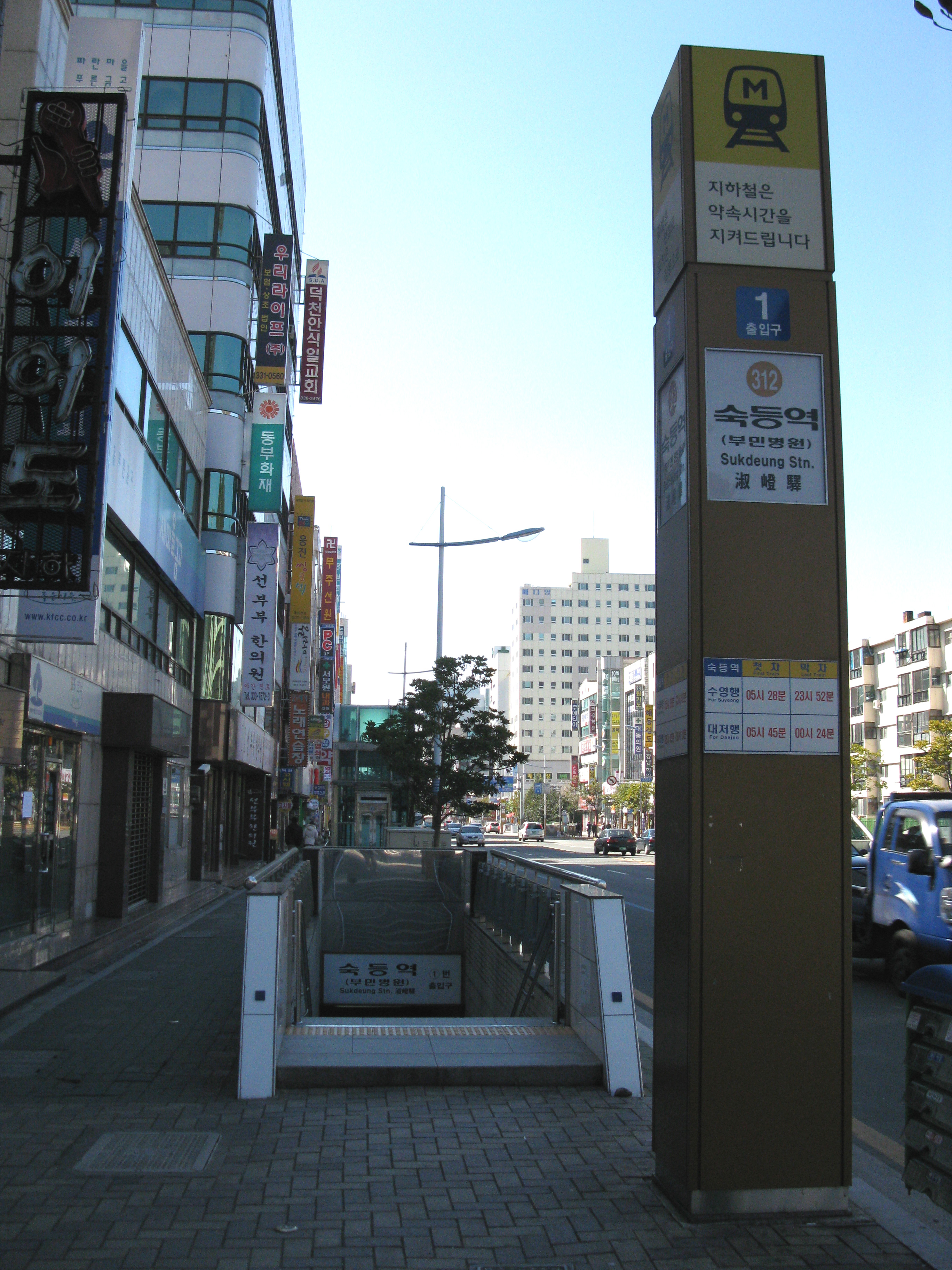
1號出口

## 相鄰車站
釜山交通公社
●釜山都市铁道3号线
南山亭（311）－淑嶝（312）－德川（313）